# STS-71
STS-71 (Space Transportation System-71) var Atlantis 14. rumfærge-mission.
Opsendt 27. juni 1995 og vendte tilbage den 7. juli 1995. Det var den første mission hvor en NASA rumfærge lagde til ved den russiske rumstation MIR.
Missionen var rumfærgernes 1. sammenkobling med rumstationen Mir og 3. mission med russisk deltagelse, de to første var STS-60 og STS-63.
Efterfølgende fælles missioner til Mir: Sojuz TM-21, STS-74, STS-76, STS-79, STS-81, STS-84, STS-86, STS-89 og STS-91.

## Besætning
- Robert L. Gibson (Kommandør)
- Charles J. Precourt (Pilot)
- Ellen S. Baker (Specialist)
- Bonnie J. Dunbar (Specialist)
- Gregory J. Harbaugh (Specialist)

### Fra jorden til MIR, besætning Mir-19
- Anatoly Solovyev (Kosmonaut)
- Nikolai Budarin (Kosmonaut)

### Fra MIR retur til jorden, besætning Mir-18
- Norman E. Thagard (Specialist)
- Vladimir Dezhurov (Kosmonaut)
- Gennady Strekalov (Kosmonaut)

## Missions højdepunkter
Tekst mangler, hjælp os med at skrive teksten